# Acelum

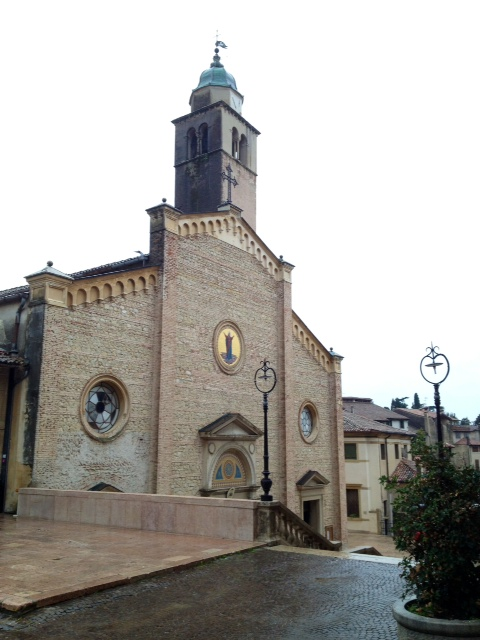
Dawna katedra diecezjalna w Asolo

Acelum (łac. Acellensis, wł. Asolo) – stolica historycznej diecezji w Italii erygowanej około roku 600, a skasowanej około roku 1500.
Współczesne miasto Asolo znajduje się w Prowincji Treviso we Włoszech. Obecnie katolickie biskupstwo tytularne ustanowione w 1968 przez papieża Pawła VI.

## Biskupi tytularni
| Lp. | Biskup                         | Funkcja                                                     | Od                | Do                   |
| --- | ------------------------------ | ----------------------------------------------------------- | ----------------- | -------------------- |
| 1   | Peter Chung Hoan Ting          | wikariusz apostolski Kota Kinabalu (Malezja)                | 1 września 1970   | 31 maja 1976         |
|     | Jean Romary                    | biskup pomocniczy elekt Paryża zmarł przed przyjęciem sakry | 13 lipca 1976     | 21 października 1976 |
| 2   | Carlo Fanton                   | biskup pomocniczy Vicenzy                                   | 13 listopada 1976 | 26 marca 1999        |
| 3   | Silvano Tomasi                 | nuncjusz apostolski                                         | 24 kwietnia 1999  | 28 listopada 2020    |
| 4   | Juan José Salaverry Villarreal | biskup pomocniczy Limy (Peru)                               | 10 lutego 2021    |                      |